# كفر العلو (الدقهلية)
قرية كفر العلو هي إحدى القرى التابعة لمركز محلة دمنة في محافظة الدقهلية في جمهورية مصر العربية. حسب إحصاءات سنة 2006، بلغ إجمالي السكان في كفر العلو 497 نسمة، منهم 281 رجل و216 امرأة.